# Mirami
Mirami (Мірамі) — український дівочий музичний гурт, створений у 2010 році. Основні музичні напрямки: House, Eurodance, Pop. Назва взята з ісп. «mira mi» («подивись на мої»). Гурт складається з трьох дівчат та двох продюсерів.

## Склад гурту
Перший склад (2010):
- Марта Мох
- Юлія Івашків
- Яна Сніткус

Другий склад (2010—2012):
- Юлія Івашків
- Яна Сніткус
- Оксана Карпяк

Третій склад (2012—2013):
- Юлія Івашків
- Оксана Карпяк
- Тетяна Іванів

Четвертий склад (2013—2014):
- Катерина Кухарева
- Оксана Карпяк
- Тетяна Іванів

П'ятий склад (2014—2017):
- Катерина Кухарева
- Юлія Міськів
- Софія Кіструга

Шостий склад (2017—2018):
- Марія Іваськевич
- Оксана Підвишенна
- Яна Жигар

Сьомий склад (з 2018—2021):
- Марія Іваськевич
- Оксана Підвишенна
- Юлія Гутник

Восьмий склад (з 2021—2023):
- Марія Іваськевич
- Оксана Підвишенна
- Тетяна Бек

Дев'ятий склад (з 2024):
- Тетяна Бек
- Аліна Яремина
- Ірина Закалюжна

Продюсери:
- Андрій Бакун
- Олександр Дуда
- Олег Ковальський (2010—2014)
- Петро Гузар (2010—2012)

## Історія гурту
Гурт Mirami був заснований 11 липня 2010 року продюсерами Андрієм Бакуном, Олександром Дудою, Олегом Ковальським та Петром Гузаром. Датою заснування вважається день, коли після невеликого кастингу було остаточно затверджено перших вокалісток, якими стали Марта Мох, Юлія Івашків, Яна Сніткус.
Уперше гурт з'явився в українському ефірі з хітом «Сексуальна». Дебютний кліп Mirami знімався разом із відомим репером VovaZIL'Vova і був презентований на всеукраїнському музичному каналі M1. Понад два місяці пісня трималася на передових позиціях хіт-параду Coolbaba.cc і стала найпопулярнішим треком на радіостанціях.
Не пройшло і кілька місяців, як гурт покидає Марта, яка вирішує одружитися і не бачить можливим поєднувати роботу в Mirami із сімейним життям. Продюсери оголошують великий кастинг, завдяки якому знаходять нову учасницю Оксану Карпяк. Гурт у складі Юлії Івашків, Яни Сніткус та Оксани Карпяк вирушає на свої перші гастролі.
Вдалими виявилися виступи гурту з хітом «Сексуальна» на танцювальних майданчиках Польщі, Чехії, Словаччини, Литви, Німеччини, Естонії, Латвії, а також Росії та Білорусі.
У європейських хіт-парадах гурт Mirami випередив виконавців з Італії, Німеччини, Франції, США. Пісню «Сексуальна» починають програвати у своїх ефірах такі радіостанції, як Free Radio (Чехія), ESKA (Польща), RMF Maxx (Польща), Open.FM (Польща) та ін. А телеканали Bridge TV (Росія), RuSong TV (Росія), ESKA TV (Польща), Viva Polska, MTV Polska, 4FunTV (Польща), MCM (Франція) беруть хіт Mirami в ротацію. Гурт брав участь у підсумковому концерті «Hity na czasie» (Актуальні хіти), який організовує радіо ESKA.
У 2011 році пісня «Сексуальна» потрапляє у «Гарячу 100» (Gorąca 100) треків на радіо Eska. У відкритому голосуванні, змагаючись із всесвітньовідомими іменами Rihanna, Pitbull, Adele, Shakira та іншими, гурт Mirami посідає 23-тю сходинку. Завдяки слухачам радіо RMF Maxx, «Сексуальна» входить до 10 найкращих клубних хітів 2011 року (Klubowy przeboj roku). А ось на чеському Free Radio, де вже було представлено 3 пісні гурту, Mirami з «Сексуальною» стає 4 із 100 найкращих треків Чехії. Miramimania у цьому списку на 27 сходинці, а Love (Through Galaxies) на 88. «Сексуальна» стає саундтреком до польського комедійного фільму Wyjazd integracyjny (Корпоративна вечірка).
Дебютний альбом Miramimania, який колектив видав у Польщі у вересні 2011 року за співпраці з музичною компанією Magic Records / Universal Music Poland, вже у листопаді 2011 року здобув статус золотого диску.
З перших днів появи третій сингл Venus, виданий у лютому 2012 року, стає хітом продажів у Польщі. Завдяки дівчатам пісня групи Shocking Blue набуває клубного звучання і одержує нове дихання.
У зв'язку із рішенням Яни Сніткус покинути групу Mirami, на початку 2012 року продюсери проекту оголошують широкомасштабний кастинг, щоб знайти нову учасницю. Дівчат прийшло доволі багато, але найкращі танцювальні та вокальні дані проявила Тетяна Іванів, яка і стала новою учасницею групи Mirami. Таня до цього декілька років професійно займалася як вокалом, так і модельним бізнесом, а також брала участь у конкурсах краси. Не встигла дівчина оговтатись від приємних емоцій, як одразу команда приступила до роботи.
На початку весни 2012 року Таня, Юля та Оксана вирушають до Іспанії та Франції для зйомок одразу двох кліпів.
У курортному містечку Аліканте дівчата знімають чергове відео на пісню Summer Dreams, яка стає першим синглом до другого альбому. До Mirami у цьому відео і пісні приєднався виконавець всесвітньовідомого хіта Coco Jamboo LayZee, який був одним із учасників групи Mr. President.
Романтичний Париж був місцем локації для наступного кліпу. Тут створювали відеозапис для пісні Amour 2013. А презентацію громадськості нової версії пісні та кліпу вирішили зробити в кінці 2012 року.
У липні цього ж року починається співпраця з відомою німецькою музичною компанією Kontor Records. Завдяки цьому сингл Summer Dreams виходить у Німеччині, Швейцарії, Австрії та інших країнах світу.
Але не встигли Mirami відсвяткувати цю подію, як на початку серпня група потрапляє у дорожньо-транспортну пригоду в Польщі з доволі серйозними наслідками. Після цього випадку команду вирішує покинути один із продюсерів проекту — Петро Гузар.
Незважаючи на усі неприємності та не долікувавшись, група їде до Польщі, щоб дати запланований виступ на фестивалі «Sopot: Top of the Top — Muzodajnia Gwiazd 2012».
Після участі у Sopot-фесті дівчата беруть невеличку паузу, щоб завершити повний курс реабілітації. А вже з перших днів осені Mirami продовжують роботу над другим студійним альбом, реліз якого було заплановано на 2013 рік.
Рік 2012 для групи завершився чудовим феєричним концертом на одній з найбільших площ міста Варшави. Новорічний концерт Sylwestrowa Moc Przebojow (Новорічна сила хітів) відбувся у ніч з 31 на 1 січня і зібрав на майдані близько 150 тисяч людей, а за прямою трансляцією концерту на телеканалі Polsat спостерігали мільйони телеглядачів. На сцені виступили найбільші зірки польського шоу-бізнесу, серед яких Enej, Mrozu, Honey, Big Cyc. Mirami були єдиними іноземними виконавцями цього вечора. Дівчата виконали свої хіти «Сексуальна» та «Summer Dreams», а також два кавери на хіти 80-х «Venus» і «Boys».
Наприкінці березня 2013 року в маленькому, але дуже мальовничому містечку Лідзбарк-Ваомінський (Польща) в готелі-замку Hotel Krasicki відбулись зйомки кліпу на спільний з діджейським дуетом Crystal Lake з Ізраїлю сингл «Holiday», який вийшов вже у травні того ж року.
Не встигла група завершити роботу над своїм другим студійним альбомом, як Юлія Івашків заявила: «Я вагітна!». І знову повномасштабний кастинг…
До вибору нової учасниці продюсери підійшли дуже серйозно. Було відібрано сім достойних фіналісток з-понад сотні конкурсанток, які боролися за місце в групі на вокальних прослуховуваннях та хореографії. 26 вересня 2013 року відбувся фінал кастингу в групу Mirami. Протягом двох годин жюрі, представники шоу-бізнесу та мас-медіа обирали трійку кращих, до якої увійшли Катерина Кухарева, Юлія Міськів та Наталія Грибенко. Без сумніву, кожна дівчина з трійки фіналістів могла б посісти вакантне місце, але продюсерам довелось обирати кращу серед кращих — і нею стала Катерина Кухарева.
В оновленому складі (Оксана Карпяк, Таня Іванів, Катя Кухарева) група продовжила роботу над другим студійним альбомом. Вже в кінці січня 2014 року з'являється новий сингл разом з відео на пісню Upside Down, яку дівчата записали разом із Danzel, бельгійським хаус-техно виконавцем, відомим зокрема за піснями Pump It Up, Put Your Hands Up In The Air, You Spin Me Round. Кліп знімали в декількох містах Бельгії: Брюгге, Остенде, Антверпен та Беверен.
Майже одразу після презентації синглу та кліпу Mirami вирушають в турне по Китаю, де дають 14 концертів, на яких публіка гаряче зустрічає українських красунь.
Після півторамісячного перебування в Китаї, Оксана Карпяк вирішує покинути групу.
Але продюсерам не треба було довго шукати нову вокалісту — нею стала одна з трійки фіналісток останнього кастингу Юлія Міськів. Ще у фіналі кастингу вони вагалися між Катериною і Юлією.
У цей самий час Mirami залишає ще один продюсер Олег Ковальський, який вирішив зайнятися іншими не музичними проектами.
За участю Тетяни Іванів, Юлії Міськів, Катерини Кухаревої та під керіаництвом продюсерів Андрія Бакуна та Олександра Дуди, група успішно гастролює влітку 2014 року. Бере участь у фестивалі «Disco pod żaglami 2014» (Діско під вітрилами 2014) у Мронгові, Польща.
Робота над другим студійним альбомом вже була майже завершена, готувався до виходу новий сингл… Тетяна зі своїм коханим вирішує покинути Україну на деякий час, а тому не може продовжувати співати в групі.
З 1 листопада 2014 року Тетяну Іванів змінює нова учасниця Софія Кіструга, голос якої вже можна чути в синглі групи Amore Eh Oh!. Кліп на цю пісню Катя, Юля, Софія, Андрій та Олександр наприкінці жовтня поїхали знімати до теплої Хорватії.
У 2015 році група випустила новий альбом під назвою Sunrise, який став своєрідним збірником спільних робіт із зірками танцювальної музики з різних країн: LayZee (fka Mr. President), Danzel, Crystal Lake, Rene Dif (Aqua), Miami Rockers, Bakun. Альбом зробив дівчачий гурт ще більш популярним у світі і додав до концертного графіку ще кілька інших країн.
Синглом «Я малюю», що вийшов у 2016 році, Mirami зосереджують увагу світу на бажанні українців «намалювати» новий, кращий світ для себе та своєї країни. Цього ж року з цією піснею група виступає на фестивалі «Українська пісня». Цей сингл був останнім офіційним релізом для Юлі, Каті та Софії…
У 2017 році контракти Юлії Міськів, Катерини Кухаревої та Софії Кіструги з продюсерами закінчилися і дівчата вирішили їх не продовжувати, а зосередитися на особистому житті. Склад гурту було оновлено. Новими учасницями стали Марія Іваськевич, Оксана Підвишенна та Яна Жигар. З цими дівчатами в 2017—2018 роках було випущено два нових сингли та два нових кліпи, а саме «Інстинктивно» («Instynktownie») та «Екстазі» («Ecstasy»). Варто зазначити, що пісня «Інстинктивно» була також записана польською мовою — «Instynktownie», що сталося вперше в історії гурту і було тепло прийнято польськими фанатами.
2018 рік запам'ятався турами по США та участю Mirami у «Festiwal weselnych przebojów» (Фестиваль весільних хітів), що організовується польським телеканалом Polsat і транслюється у прямому ефірі. Групу було запрошено на цей фестиваль, оскільки пісня «Sexualna» вже давно стала незамінним хітом практично кожної весільної забави в Польщі. Окрім пісні «Sexualna», керівництво фестивалю запропонувало Mirami заспівати відому польсько-українську пісню «Hej, sokoły», яку також часто чути на польських весіллях. Група підготувала своє власне аранжування до цієї уже практично народної пісні. Версія Mirami настільки сподобалася глядачам, що продюсери вирішили записати українську та польську версії пісні на студії, і у 2019 році виходить сингл «Соколи» / «Sokoły», але у вже дещо оновленому складі…
На початку 2019 року Яна Жигар покинула Mirami, а на її місце прийшла Юлія Гутник.
З піснями «Sexualna» та «Sokoły» група в серпні 2019 року виступає на фестивалі «Disco pod gwiazdami» (Диско під зірками) у Білостоку (Польща). Цей фестиваль транслюється у прямому ефірі на польському телеканалі Polsat, а на сцені окрім Mirami з'являються такі зірки, як Arash, C.C. Catch, Fun Factory, AronChupa & Lil Sis Nora, Captain Jack, Danzel, Bellini та багато інших.
Що стосується української версії пісні «Соколи», то вона здобуває шалену популярність у соціальній мережі TikTok в Україні, а згодом і в YouTube. На хвилі успіху «народної творчості» Марія Іваськевич, Оксана Підвишенна, Юля Гутник разом з продюсерами Андрієм Бакуном та Олександром Дудою вирішують записати свою версію всім добре відомої в Україні колядки «Нова радість стала», а для фанів з Польщі було також записано варіант польською мовою — «Nowa radość nastała». Сингл «Нова радість стала» з'являється на Різдвяні свята в Україні 2020 року (за старим календарем) і стає гарним подарунком до свят для всіх шанувальників групи Mirami. До української та польської версії колядки було створено анімаційні відео.
У лютому 2020 року виходить новий сингл та кліп на пісню «Вогонь». Це кавер-версія на відомий український хіт з 2000-х співачки Ната-Лі. Окрім Наталії Онисько (справжнє ім'я співачки), співавтором цієї балади є також продюсер Mirami Андрій Бакун, а тому він запропонував групі відсвіжити пісню та створив для неї актуальне аранжування в танцювальному стилі.
На жаль, 2020 та 2021 роки через пандемію Covid-19 пройшли для групи практично без концертної діяльності. Тому Mirami більше концентрують увагу на студійній роботі та видають ще кілька синглів і альбом. Окремо можна виділити «In The Air», який отримав велику підтримку на багатьох радіостанціях світу. А також співпрацю з українським репером ХАС — «Мам».
10 вересня 2021 року з'являється 3-й студійний альбом групи «Around The World», після чого Юлія Гутник покидає групу та зосереджується на журналістиці.
Новою учасницею Mirami стає Тетяна Бек.
З початком повномасштабної війни росії проти України 24 лютого 2022 року гурт бере активну участь у благодійних концертах зі збору коштів для військових та постраждалих внаслідок війни, а також у волонтерській діяльності. Нової актуальності набувають пісні групи «Я малюю» та «Соколи» . Українські військові активно використовують пісню «Соколи» у своїх відео, де вони знищують техніку окупантів і не тільки.
У тому ж 2022 році Mirami на підтримку ЗСУ та України записують свою версію відомої української пісні «Червона калина». А на початку 2023 року виходить пісня «Бавовна — солодка вата», що стала своєрідним поєднанням болю українського народу та його оптимізму, а також вміння сприймати проблеми в житті з гумором. Коли українці чують з новин, що на території ворога палають військові бази чи стратегічні об'єкти, для них це — бавовна (солодкі новини, солодка вата).
Не забувають Mirami також і про своїх прихильників за межами України. У серпні 2023 року гурт випускає новий тацювальний хіт «For You», кліп на який знімали у Польщі. Пісня стає паверплеєм на багатьох радіостанціях та телеканалах світу.
У вересні 2023 року групу вирішують покинути Марія Іваськевич та Оксана Підвишенна. Колядку "Добрий вечір тобі" записують лише дві учасниці Оксана та Тетяна, яка на той момент була вагітною. В січні 2024 року у Тані народився син Лев.
Вибір нових учасниць тривав майже 2 місяці. В кінці лютого 2024 року продюсери підписали контракти з новими учасницями Аліна Яремина та Ірина Закалюжна.
Зараз тривають студійні роботи над новим матеріалом…

## Дискографія

### Сингли
- 2011 — Sexualna
- 2011 — Miramimania
- 2012 — Venus
- 2012 — Summer Dreams [feat. LayZee]
- 2013 — Amour 2013
- 2013 — Amour 2013 (Remixes)
- 2013 — Holiday [with Crystal Lake]
- 2014 — Upside Down [feat. Danzel]
- 2014 — Amore Eh Oh!
- 2015 — The Party'll Never End
- 2016 — Я малюю
- 2017 — Інстинктивно / Instynktownie
- 2018 — Екстазі / Ecstasy
- 2018 — Ecstasy (Remixes)
- 2019 — Соколи / Sokoły
- 2020 — Нова радість стала / Nowa radość nastała
- 2020 — Вогонь
- 2020 — Вогонь (Remixes)
- 2020 — In The Air
- 2020 — In The Air (Remixes)
- 2020 — Dance With Me
- 2021 — Dance With Me (Remixes)
- 2021 — Мам [feat. Хас]
- 2022 — Червона калина
- 2023 — Бавовна — солодка вата
- 2023 — For You
- 2023 — For You (Remixes)
- 2023 — Добрий вечір тобі
- 2024 — То була весна
- 2024 — То була весна (Remixes)
- 2024 — Вона
- 2024 — Математика
- 2025 — Забуваю

### Альбоми
- 2011 — Miramimania
- 2015 — Sunrise
- 2021 — Around The World

## Відеографія
- Mirami feat. VovaZiLvova — Sexualna | 4K Version
- Mirami — Miramimania (Ukrainian Version)
- Mirami — Miramimania (English Version)
- Mirami feat. LayZee — Summer Dreams
- Mirami — Amour 2013
- Crystal Lake & Mirami — Holiday
- Mirami feat. Danzel — Upside Down
- Mirami — Amore Eh Oh! (Ukrainian Version)
- MIrami — Amore Eh Oh! (English Version)
- Mirami — Інстинктивно
- Mirami — Instynktownie
- Mirami — Екстазі
- Mirami — Ecstasy
- Mirami — Нова радість стала
- Mirami — Nowa radość nastała
- Mirami — Вогонь
- Mirami — Dance With Me
- Mirami — Я малюю
- Mirami — Червона калина
- Mirami — Бавовна — солодка вата
- Mirami — For You
- Mirami — Вона
- Mirami — Математика
- Mirami — Matematyka
- Mirami — Забуваю